# سیارک ۱۵۹۹
سیارک ۱۵۹۹ (به انگلیسی: 1599 Giomus، نامگذاری:1950WA) هزار و پانصد و نود و نهمین سیارک کشف شده‌است که در ۱۷ نوامبر ۱۹۵۰ و در الجزیره کشف شد.
قدر مطلق سیارک برابر ۱۱٫۰۰ است.